# 莱布萨
莱布萨（德語：Lebusa）是德国勃兰登堡州的市镇，隶属于易北-埃尔斯特县，总面积为33.79平方千米，截至2020年总人口为759人。